# Croația la Jocurile Olimpice
Croația a participat la Jocurile Olimpice ca țară independentă începând cu ediția din 1992. Codul CIO este CRO.

## Medalii după olimpiadă

### Medalii la Jocurile de vară
| Ediție              | Sportivi                   | Aur                        | Argint                     | Bronz                      | Total                      | Loc                        |
| Paris 1900          | ca parte a Austro-Ungariei | ca parte a Austro-Ungariei | ca parte a Austro-Ungariei | ca parte a Austro-Ungariei | ca parte a Austro-Ungariei | ca parte a Austro-Ungariei |
| 1904–1912           | nu a participat            | nu a participat            | nu a participat            | nu a participat            | nu a participat            | nu a participat            |
| 1920–1988           | ca parte a Iugoslaviei     | ca parte a Iugoslaviei     | ca parte a Iugoslaviei     | ca parte a Iugoslaviei     | ca parte a Iugoslaviei     | ca parte a Iugoslaviei     |
| Barcelona 1992      | 39                         | 0                          | 1                          | 2                          | 3                          | 44                         |
| Atlanta 1996        | 84                         | 1                          | 1                          | 0                          | 2                          | 45                         |
| Sydney 2000         | 88                         | 1                          | 0                          | 1                          | 2                          | 49                         |
| Atena 2004          | 81                         | 1                          | 2                          | 2                          | 5                          | 44                         |
| Beijing 2008        | 105                        | 0                          | 2                          | 3                          | 5                          | 56                         |
| London 2012         | 110                        | 3                          | 1                          | 2                          | 6                          | 25                         |
| Rio de Janeiro 2016 |                            |                            |                            |                            |                            |                            |
| Tokyo 2020          |                            |                            |                            |                            |                            |                            |
| Total               | Total                      | 6                          | 7                          | 10                         | 23                         | 57                         |

### Medalii la Jocurile Olimpice de iarnă
| Ediție              | Sportivi               | Aur                    | Argint                 | Bronz                  | Total                  | Loc                    |
| 1924–1988           | ca parte a Iugoslaviei | ca parte a Iugoslaviei | ca parte a Iugoslaviei | ca parte a Iugoslaviei | ca parte a Iugoslaviei | ca parte a Iugoslaviei |
| Albertville 1992    | 4                      | 0                      | 0                      | 0                      | 0                      | –                      |
| Lillehammer 1994    | 3                      | 0                      | 0                      | 0                      | 0                      | –                      |
| Nagano 1998         | 6                      | 0                      | 0                      | 0                      | 0                      | –                      |
| Salt Lake City 2002 | 14                     | 3                      | 1                      | 0                      | 4                      | 12                     |
| Torino 2006         | 22                     | 1                      | 2                      | 0                      | 3                      | 16                     |
| Vancouver 2010      | 19                     | 0                      | 2                      | 1                      | 3                      | 21                     |
| Soci 2014           | 11                     | 0                      | 1                      | 0                      | 1                      | 25                     |
| Pyeongchang 2018    |                        |                        |                        |                        |                        |                        |
| Total               | Total                  | 4                      | 6                      | 1                      | 11                     | 27                     |

## Sportivii cei mai medaliați
| Sportiv         | Sport      | Ediții           | Aur | Argint | Bronz | Total |
| Janica Kostelić | Schi alpin | 2002, 2006       | 4   | 2      | 0     | 6     |
| Venio Losert    | Handbal    | 1996, 2004, 2012 | 2   | 1      | 0     | 3     |
| Slavko Goluža   | Handbal    | 1996, 2004       | 2   | 0      | 0     | 2     |